# Рутгер Брегман
Рутгер С. Брегман (також вживається Рутґер Бреґмен, 26 квітня 1988) — нідерландський популярний історик і письменник. Він опублікував чотири книги з історії, філософії та економіки, включаючи «Утопію для реалістів: як ми можемо побудувати ідеальний світ», яку було перекладено тридцятьма двома мовами. Його роботи були представлені в The Washington Post, The Guardian і BBC. The Guardian описав його як «голландського вундеркінда нових ідей», а TED Talks — як «одного з найвидатніших молодих мислителів Європи». Його TED Talk «Бідність — це не брак характеру; це відсутність грошей» був обраний куратором TED Крісом Андерсоном як одна з десятки найкращих у 2017 році.

## Молодість і освіта
Брегман народився в Ренессі. Його батько — протестантський священник, а мати — вчителька людей з особливими потребами. У 2009 році він отримав ступінь бакалавра мистецтв в Утрехтському університеті. У 2012 році він здобув ступінь магістра мистецтв з історії, частково в Утрехті, а частково в Каліфорнійському університеті в Лос-Анджелесі. Його аспірантура була зосереджена на містах, державах і громадянстві. Був членом Християнського студентського товариства ССР-НУ.

## Кар'єра
Брегман думав стати академічним істориком, але замість цього почав працювати журналістом. Він регулярно пише для онлайн-журналу De Correspondent і двічі був номінований на премію European Press Prize за роботу там. Його статті також були опубліковані в The Guardian, The Washington Post, Evonomics, і The Conversation.

## Книги

### Утопія для реалістів
«Утопія для реалістів: як ми можемо побудувати ідеальний світ» (голландська назва: Gratis geld voor iedereen) пропагує більш продуктивне та справедливе життя на основі трьох основних ідей, серед яких універсальний і безумовний базовий дохід, який виплачується кожному, короткий робочий тиждень із п'ятнадцяти годин і відкриті кордони по всьому світу з вільним обміном громадянами між усіма націями. Спочатку книга була написана як серія статей для голландського онлайн-журналу De Correspondent.
В інтерв'ю монреальській газеті Le Devoir у вересні 2017 року Брегман сказав, що «щоб рухатися вперед, суспільству потрібні мрії, а не кошмари. І все ж люди охоплені логікою страху. Чи то Трамп, чи Brexit, чи останні вибори в Німеччині, вони голосують проти майбутнього, а замість цього за рішення, які його замінять, вважаючи, що минуле було кращим на основі абсолютно помилкового погляду на світ: раніше світ був гіршим… Людство вдосконалюється, умови життя, праці та здоров'я теж. І настав час відкрити вікна нашого розуму, щоб побачити це».

### Людство: Історія, повна надії
У вересні 2019 року Брегман опублікував «Людство: історія, повна надії» (голландська назва: De meeste mensen deugen), де він стверджує, що люди за своєю суттю переважно порядні, і що більше визнання цієї точки зору, ймовірно, буде корисним для всіх, частково тому, що це зменшить надмірний цинізм. Наприклад, якби суспільство було менш непохитним у думці, що люди від природи ліниві, було б менше причин протидіяти широкому запровадженню заходів пом'якшення бідності, таких як базовий дохід. У книзі використано мультидисциплінарний підхід, спираючись на результати історії, економіки, психології, біології, антропології та археології. Аргументи Брегмана включають твердження, що в дискусії про природний стан Руссо, а не Гоббс, був правильнішим щодо істотної доброти людства. Англійський переклад було опубліковано в травні 2020 року. Видання в м'якій обкладинці було бестселером New York Times. Окрім похвали, Humankind: Hopeful History також отримав сильну критику. Різні критики, наприклад, вказують на відсутність у книзі наукового змісту.
Українське видання: Бреґмен Рутґер. Людство. Оптимістична історія / переклала з англійської Ангеліна Ященок — Київ: Лабораторія, 2024. — 432 сторінки, ISBN 978-617-8053-62-8. Переклад здійснено за виданням: Rutger Bregman. Humankind. A Hopeful History (London, Bloomsbury Publishing, 2020; ISBN 978-1-4088-9893-2).

### Інші книги
До випуску «Утопії для реалістів» Брегман уже опублікував кілька книг, у тому числі «Історію прогресу», яка отримала книжкову премію Liberales як найкраща голландськомовна документальна книга 2013 року.

## Інші види діяльності
У презентації TED під назвою «Бідність — це не відсутність характеру; це відсутність грошей» у квітні 2017 року Брегман виступав за універсальний базовий дохід як захід для подолання бідності.
У січні 2019 року Брегман взяв участь у панельних дебатах на Всесвітньому економічному форумі в Давосі, де розкритикував захід за його фокус на благодійності, а не на уникненні податків і необхідності справедливого оподаткування. Його втручання набуло широкого розголосу у соціальних мережах.
Через місяць після його виступу в Давосі Брегман дав дистанційне інтерв'ю ведучому Fox News і журналісту Такеру Карлсону, а запис спочатку планувалося випустити в ефір пізніше. Брегман сказав Карлсону, що Сполучені Штати «могли б легко розправитися з податковими раями», якби захотіли, і що Fox News не висвітлюватиме історії про ухилення від податків багатими. Він сказав, що сам Карлсон роками отримував «брудні гроші» від Інституту CATO, де він був старшим науковим співробітником і який «фінансують мільярдери Кох», Чарльз Кох і Девід Кох. Він сказав, що Карлсон та інші ведучі Fox News є «мільйонерами, яким платять мільярдери», маючи на увазі Мердоків і, у випадку Карлсона, братів Кох. Брегман сказав Карлсону, що «те, що Мердоки хочуть, щоб ви робили [на Fox News] іммігрантів цапами-відбувайлами замість розмов про ухилення від сплати податків». Карлсон був розлючений коментарями Брегмана, назвавши його «дебілом» і сказавши йому «йти до біса». Пізніше Карлсон вибачився за використання нецензурної лексики, але заявив, що його коментарі на адресу Брегмана були «щирими». Запис інтерв'ю з точки зору Брегмана було отримано NowThis News, яке опублікувало відео 20 лютого 2019 року. Пізніше він перевищив чотири мільйони переглядів на YouTube.

## Основні теми
Основні теми творів Брегмана включають базовий дохід, робочий тиждень і відкриті кордони.

### Базовий дохід
Брегман схвально цитує пропозицію США 1968 року щодо гарантованого мінімального доходу, висунуту, серед інших, президентом Річардом Ніксоном. Він також цитує проєкт канадського федерального уряду 1974—1979 років у Дофіні, Манітоба, який тимчасово викорінив бідність. «Найпопулярніше дослідження про вплив базового доходу проводилося в Манітобі між 1974 і 1979 роками, де кожен отримував „мінком“ (мінімальний дохід) у розмірі 9000 доларів на рік (за сучасними стандартами) від уряду без будь-яких умов. Евелін Форґет, економіст і професор Університету Манітоби, яка проаналізувала дані дослідження, каже, що робочі години скоротилися на 9 відсотків у двох основних груп громадян. Але причини цього дають зрозуміти, як базовий дохід може кардинально змінити хід життя людини».

## Особисте життя
Брегман одружений на Мартьє тер Горст, фотографині. Вони проживають у Хаутені.
У квітні 2021 року Брегман став членом Giving What We Can, спільноти людей, які пообіцяли віддавати принаймні 10 % свого доходу ефективним благодійним організаціям.

## Праці
- Met de kennis van toen: actuele problemen in het licht van de geschiedenis (Зі знанням того часу: сучасні проблеми в історичному світлі). Амстердам: De Bezige Bij, 2012, ISBN 978-90-2347212-4.
- De geschiedenis van de vooruitgang (Історія прогресу). Амстердам, De Bezige Bij, 2013, ISBN 978-90-2347754-9.
- Gratis geld voor iedereen: en nog vijf grote ideeën die de wereld kunnen veranderen. Амстердам: De Correspondent, 2014, ISBN 978 90 822 5630 7. (Утопія для реалістів, і як ми можемо туди потрапити) (2014).
- Waarom vuilnismannen meer verdienen dan bankiers (Чому сміттярі заслуговують більше, ніж банкіри), з Джессі Фредеріком. Роттердам: Maand van de Filosofie, 2015, ISBN 9789047706830.
- De meeste mensen deugen, een nieuwe geschiedenis van de mens. Амстердам: De Correspondent, 2019, ISBN 9789082942187. (Людство : нова історія людської природи) (2020).
- Het water komt : een brief aan alle Nederlanders (Вода надходить: лист до всіх нідерландців). Амстердам: De Correspondent, 2020,ISBN 9789083017761.